# 20 هـ
20 هـ هي سنة في التقويم الهجري امتدت مقابلةً في التقويم الميلادي بين سنتي 640 و641.

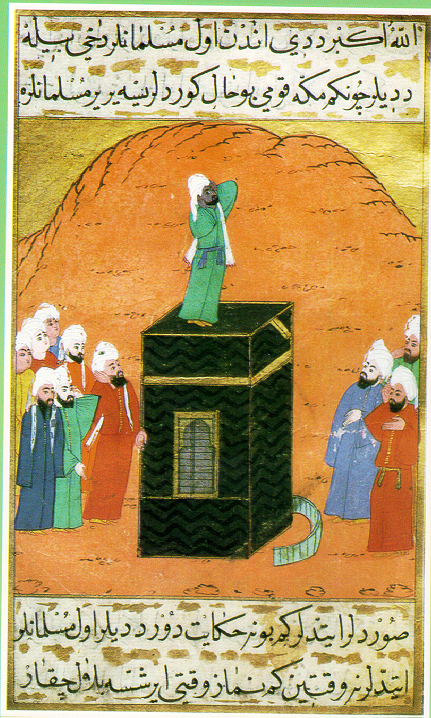
بلال بن رباح

## أحداث
- الفتح الإسلامي لمصر
- فتح تستر
- غزا أبو بحرية عبد الله بن قيس أرض الروم
- عزل عمر قدامة بن مظعون من البحرين وحده في الخمر، واستعمل أبا بكرة على البحرين واليمامة.
- تزوج عمر فاطمة بنت الوليد أم عبد الرحمن بن الحارث بن هشام.
- عزل عمر سعد بن أبي وقاص عن الكوفة لشكايتهم إياه وقالوا : لا يحسن يصلي.
- قسم عمر خيبر بين المسلمين وأجلى اليهود عنها وقسم وادي القرى.
- أجلى عمر يهود نجران إلى الكوفة.

## مواليد
- الفرزدق همام بن غالب التميمي شاعر من أشهر شعراء العرب في العصر الأموي.
- القاسم بن سعر أمير عمان في عهد الخليفة عبد الملك بن مروان الأموي.
- ثابت بن عبد الله بن الزبير ابن الخليفة عبد الله بن الزبير.
- عبد الله بن همام السلولي من شعراء العصر الأموي.

## وفيات
- مالك بن عوف النصري
- أبو سفيان بن الحارث بن عبد المطلب
- سعيد بن عامر الجمحي
- البراء بن مالك
- الشفاء بنت عبد الله.
- أسيد بن حضير - أسيد تصغير أسد -، وحضير بالحاء المهملة المضمومة، والضاد المفتوحة، والراء.
- هرقل وملك ابنه قسطنطين.
- زينب بنت جحش، ونزل في قبرها أسامة بن زيد وابن أخيها محمد بن عبد الله بن جحش.
- عياض بن غنم، وهو الذي فتح الجزيرة، وهو أول من جاز الدرب إلى الروم.
- بلال بن رباح مؤذن النبي - صلى الله عليه وسلم - بدمشق، وقيل بحلب.
- أنيس بن أبي مرثد البغوي، وله ولأبيه ولجده صحبة، وقتل أبوه في غزوة الرجيع.
- سعيد بن عامر بن حذيم الجمحي، شهد فتح خيبر، وكان فاضلا، وكان على حمص حتى مات، وقيل : مات سنة تسع عشرة، وقيل : سنة إحدى وعشرين وعمره أربعون سنة.
- صفية بنت عبد المطلب عمة النبي - صلى الله عليه وسلم -.
- المظهر بن رافع الأنصاري، قدم من الشام ومعه من علوج الشام، فلما كان بخيبر أمرهم قوم من اليهود فقتلوهم، فأجلاهم عمر.
- درة بنت أبي لهب
- علقمة بن علاثة العامري
- أوس بن خزيمة التميمي